# Weltmeister
Weltmeister (en chino: 威马汽车) es una marca china de automóviles eléctricos propiedad de WM Motor Technology Co Ltd, una empresa automotriz con sede en Shanghái que se especializa en la creación de vehículos eléctricos de batería ( BEV). Lanzó su primer automóvil de producción, el EX5 en mayo de 2018 en el Beijing Auto Show, y las entregas comenzaron en septiembre de 2018. Los inversores de WM incluyen a las empresas de tecnología chinas Baidu y  Tencent. Los vehículos Weltmeister se fabrican en las instalaciones de fabricación de WM Motor en Wenzhou, Provincia de Zhejiang, que tiene una capacidad anual de 100.000 unidades. WM Motor también mantiene instalaciones de I+D en China, Alemania y Estados Unidos. En octubre de 2023, WM Motor solicitó una reestructuración previa mientras la empresa luchaba por conseguir efectivo.

## Historia
WM Motor fue fundada en enero de 2015 por Freeman Shen, exejecutivo de Geely y luego presidente de las operaciones de Volvo en China. Prior to WM, Freeman also co-founded and was CEO of Pateo Group, a leading vehicle connectivity and telematics company.
En noviembre de 2016, la empresa inició la construcción de su primera planta en Wenzhou, provincia de Zhejiang. La instalación produce en masa el primer modelo de vehículo de la compañía, el EX5, desde el 28 de septiembre de 2018.
En agosto de 2017, WM Motor adquirió Polarsun Automobile (en chino simplificado, 中顺汽车), un fabricante de vehículos de pasajeros con licencia en China, y posteriormente obtuvo las licencias pertinentes para producir todo tipo de NEV de pasajeros (vehículos de nueva energía).
En enero de 2018, la empresa comenzó la construcción de su segunda instalación de fabricación en Huanggang, Provincia de Hubei.
En octubre de 2023, WM Motor solicitó una reestructuración previa mientras la empresa luchaba por conseguir efectivo. Según el fundador Shen, la empresa se vio más afectada por la pandemia de COVID-19 que otros fabricantes de vehículos eléctricos recién llegados, ya que sus fábricas acababan de comenzar en ese momento. Además, la fabricación ajustada no resistió los problemas de suministro durante la pandemia. Mientras tanto, sus rivales XPeng y Li Auto ya habían asegurado grandes inversiones justo antes de la pandemia, combinado con el aumento de los costos de las piezas a medida que la inflación aumentaba a nivel mundial, la compañía entró en una situación financiera terrible. Con una feroz competencia en el mercado interno, la empresa comenzó a exportar sus vehículos, consiguiendo ventas en Israel, Dubái, Turquía y el Sudeste Asiático.

## Fabricación

### Wenzhou Plant

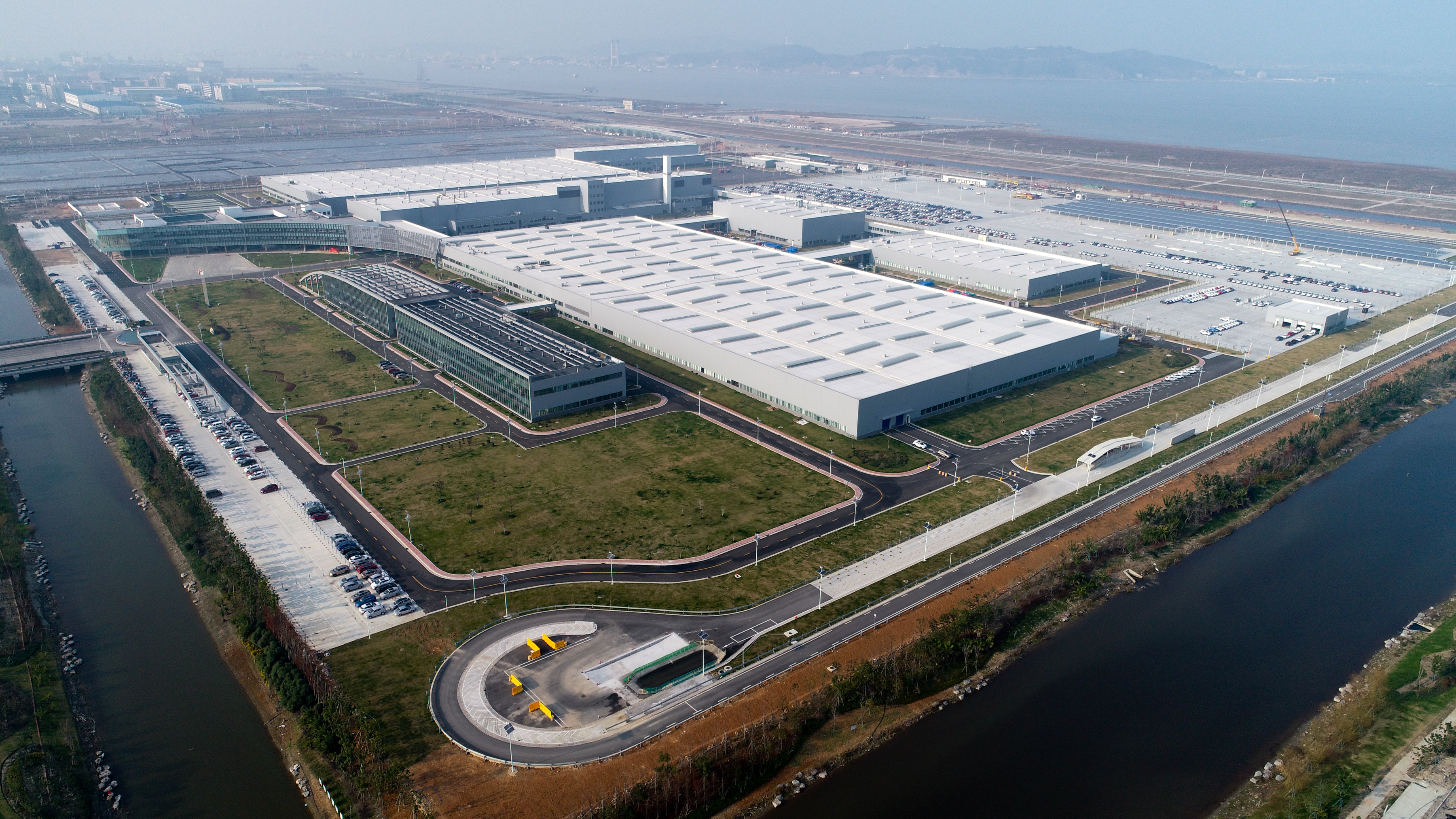
WM Motor's La planta de Wenzhou tiene una superficie de 650.000 m y actualmente está operativa. La planta actualmente tiene una capacidad operativa máxima de 100.000 unidades por año.

La planta de Wenzhou tiene una superficie de 650.000 m2 y actualmente está operativa. La planta tiene actualmente una capacidad operativa de 100.000 unidades al año. La construcción de la instalación comenzó en septiembre de 2016 y la producción en masa comenzó el 28 de septiembre de 2018.

### Huanggang Plant
La segunda planta de fabricación de WM Motor en Huanggang, provincia de Hubei, estaba programada para estar terminada a principios de 2020. Debido al impacto de la pandemia de COVID-19, solo produjo 10.000 vehículos de su capacidad de producción prevista de 150.000 para 2022.

## Aplicación movil - GETnGO
WM Motor opera una aplicación patentada llamada GETnGO (en chino simplificado, 即客行), cuyo objetivo principal es ofrecer opciones de búsqueda, navegación y pago para cargadores públicos en China. En octubre de 2019, la aplicación GETnGO había registrado 200.000 cargadores públicos en el servicio a través de sus asociaciones con proveedores de carga públicos, incluida la State Grid.

## Modelos
- Weltmeister E5 (2021-2022), un sedán compacto eléctrico
- Weltmeister EX5 (2018-2022), un SUV compacto eléctrico
- Weltmeister M7 (2022), un sedán eléctrico de tamaño medio
- Weltmeister EX6 (2019-2022), un SUV eléctrico de tamaño medio
- Weltmeister W6 (2021-2022), un SUV compacto eléctrico

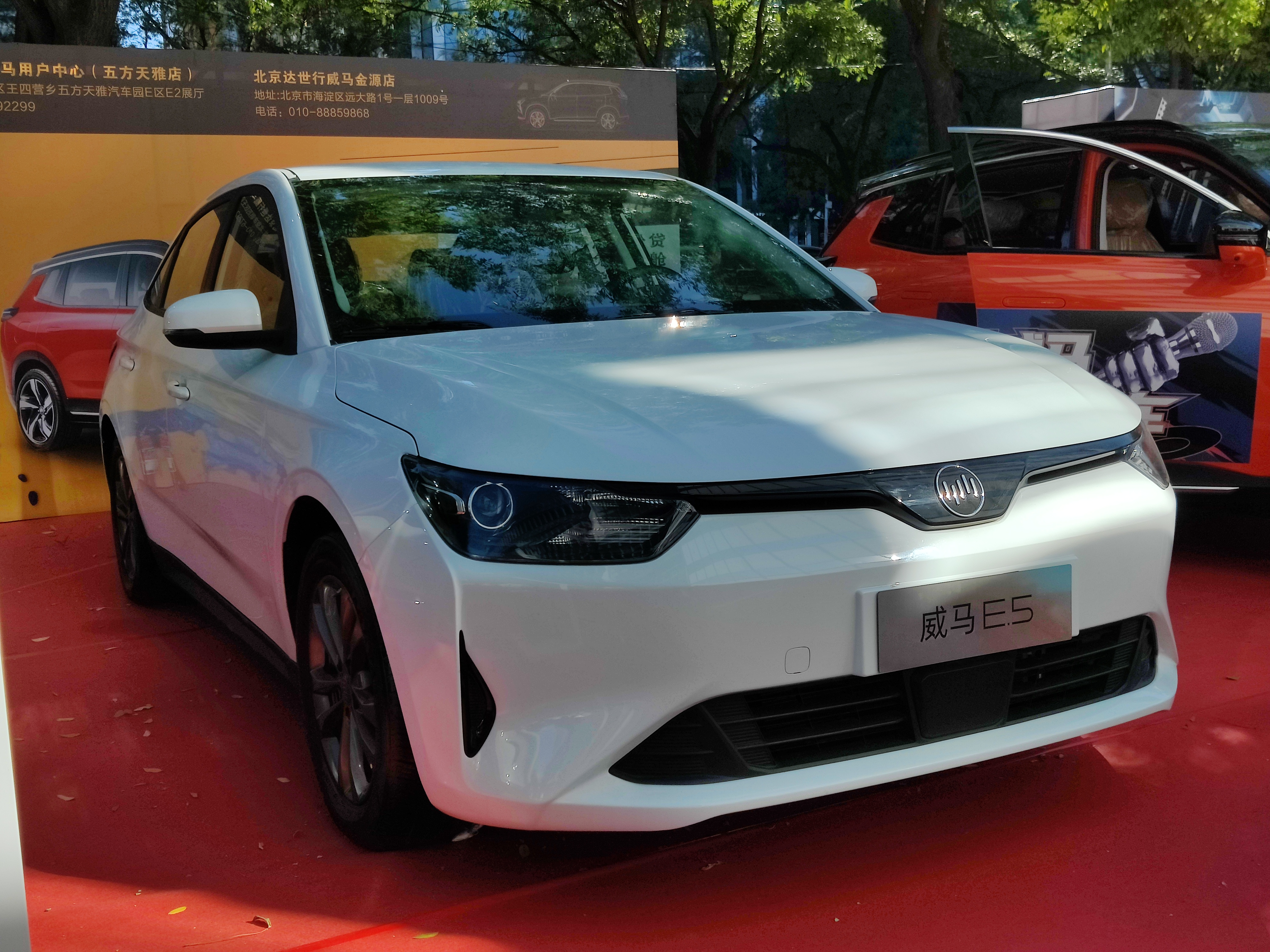
Weltmeister E5
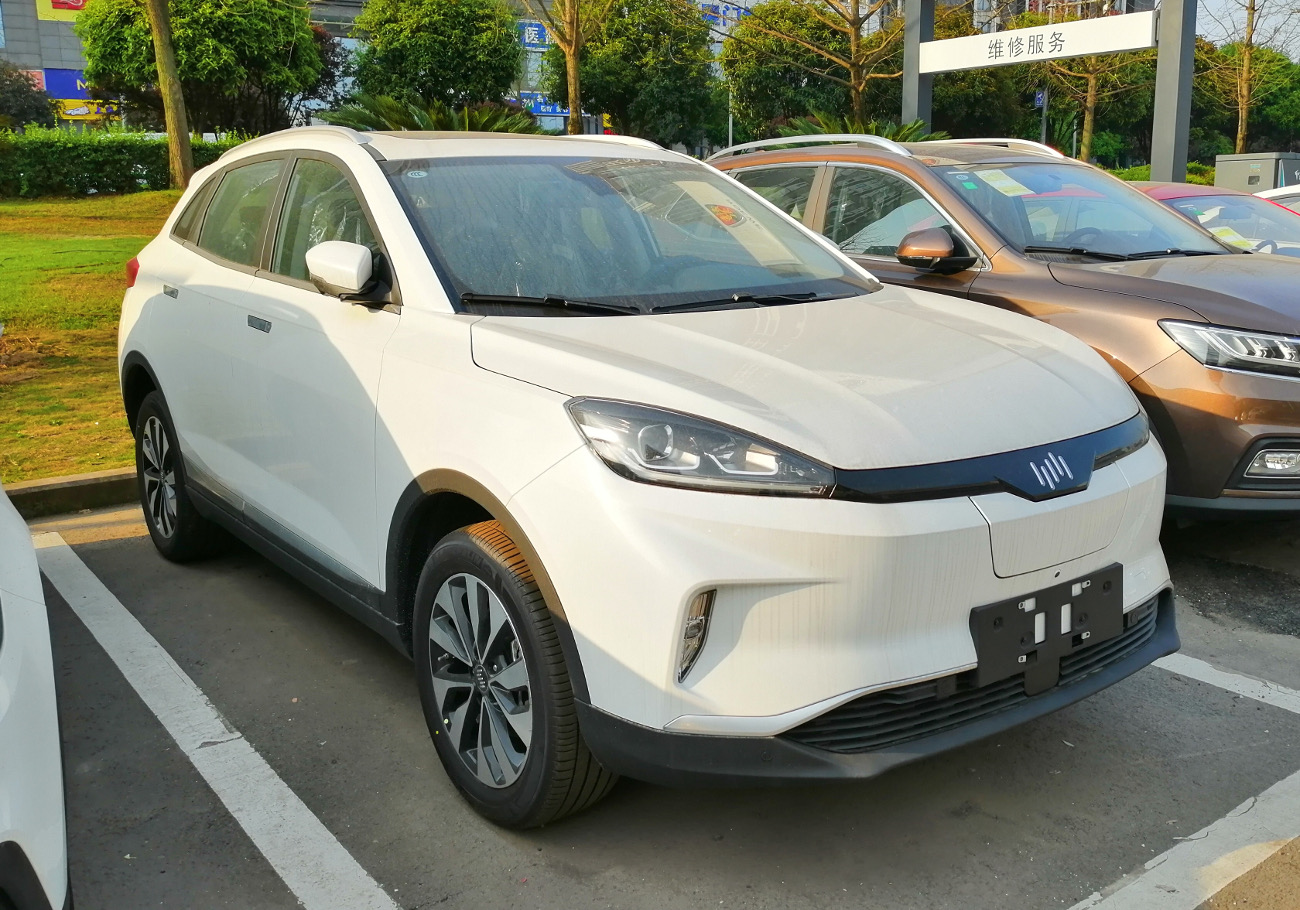
Weltmeister EX5
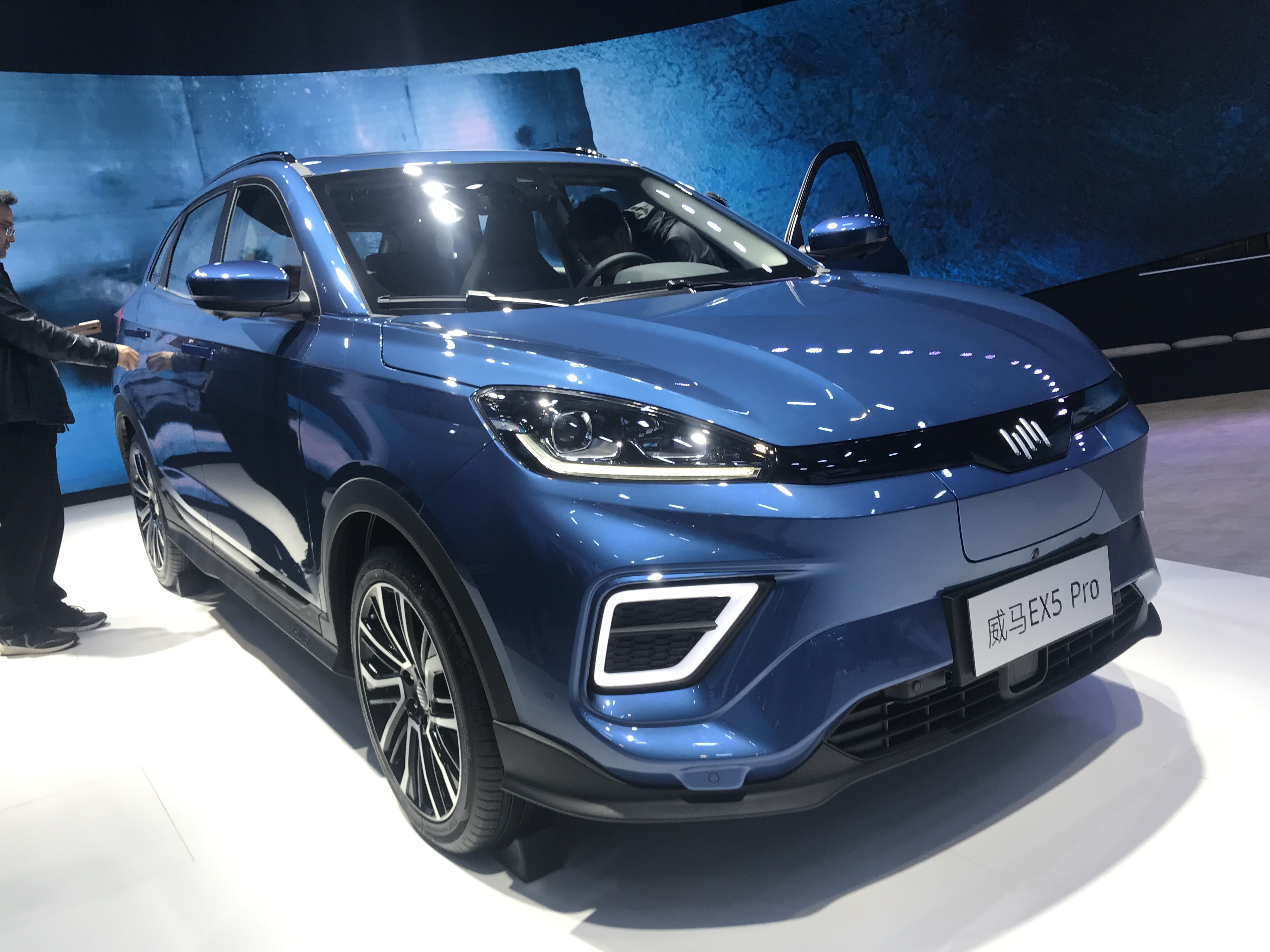
Weltmeister EX5 Pro
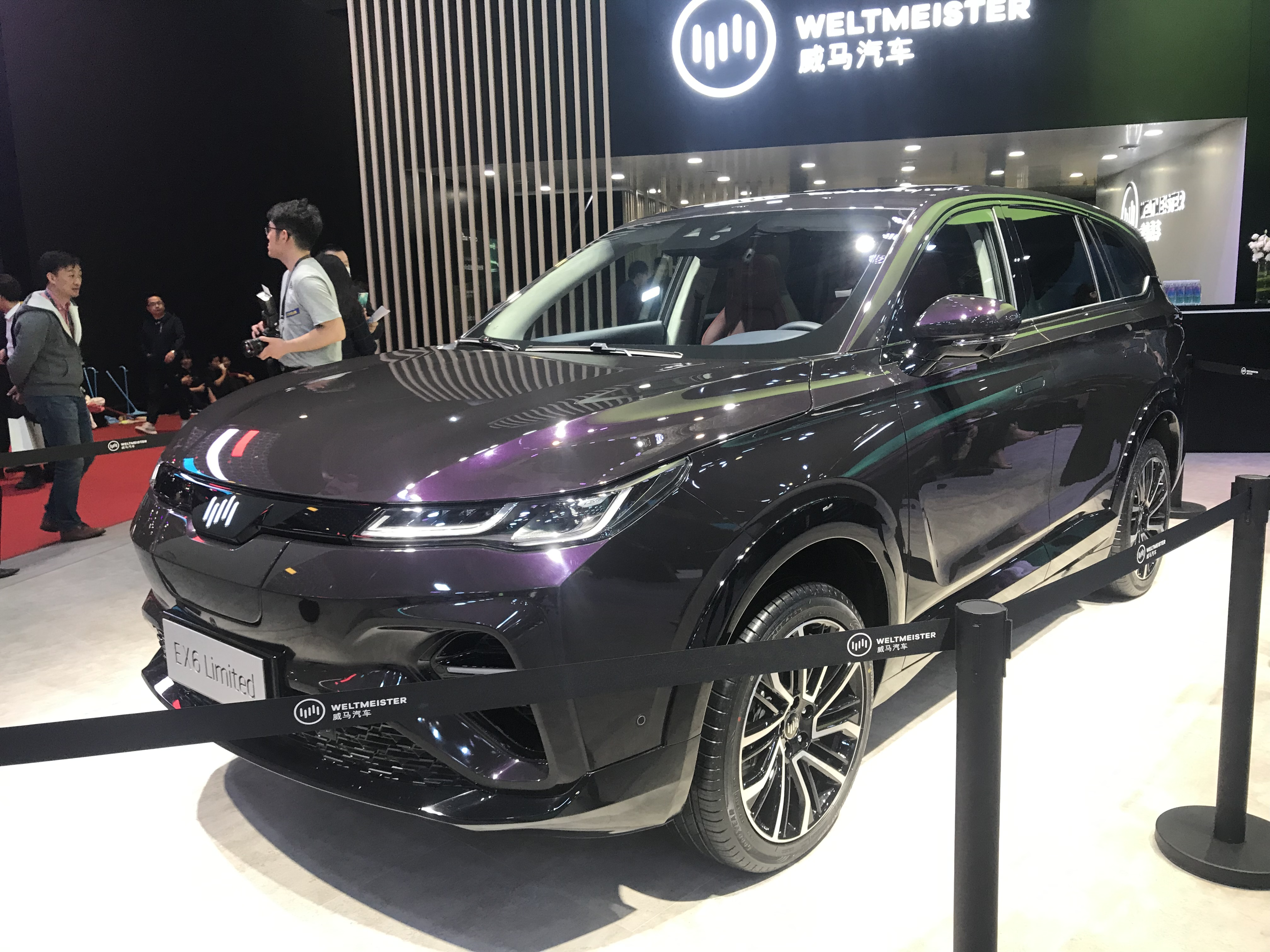
Weltmeister EX6 Limited
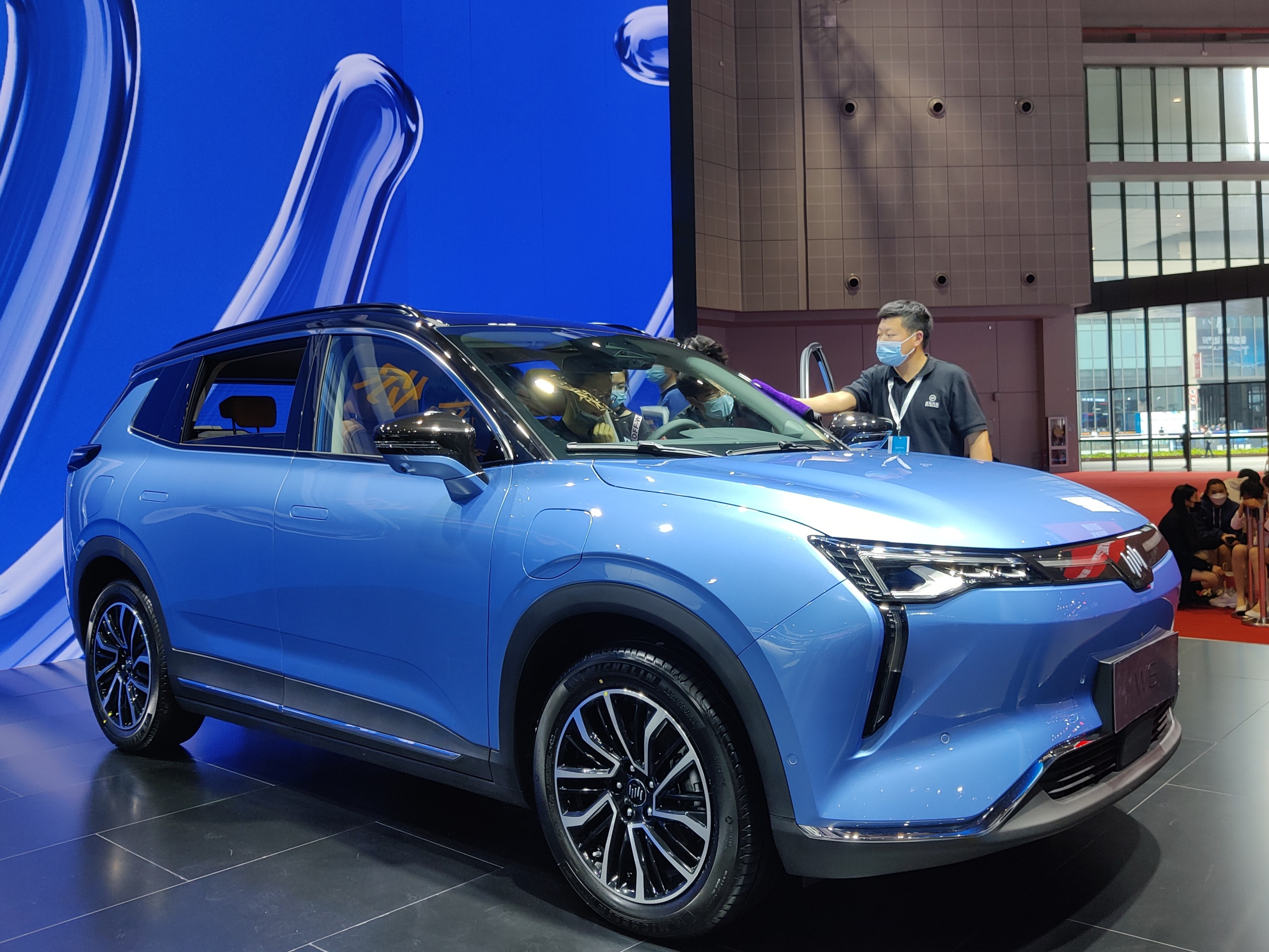
Weltmeister W6
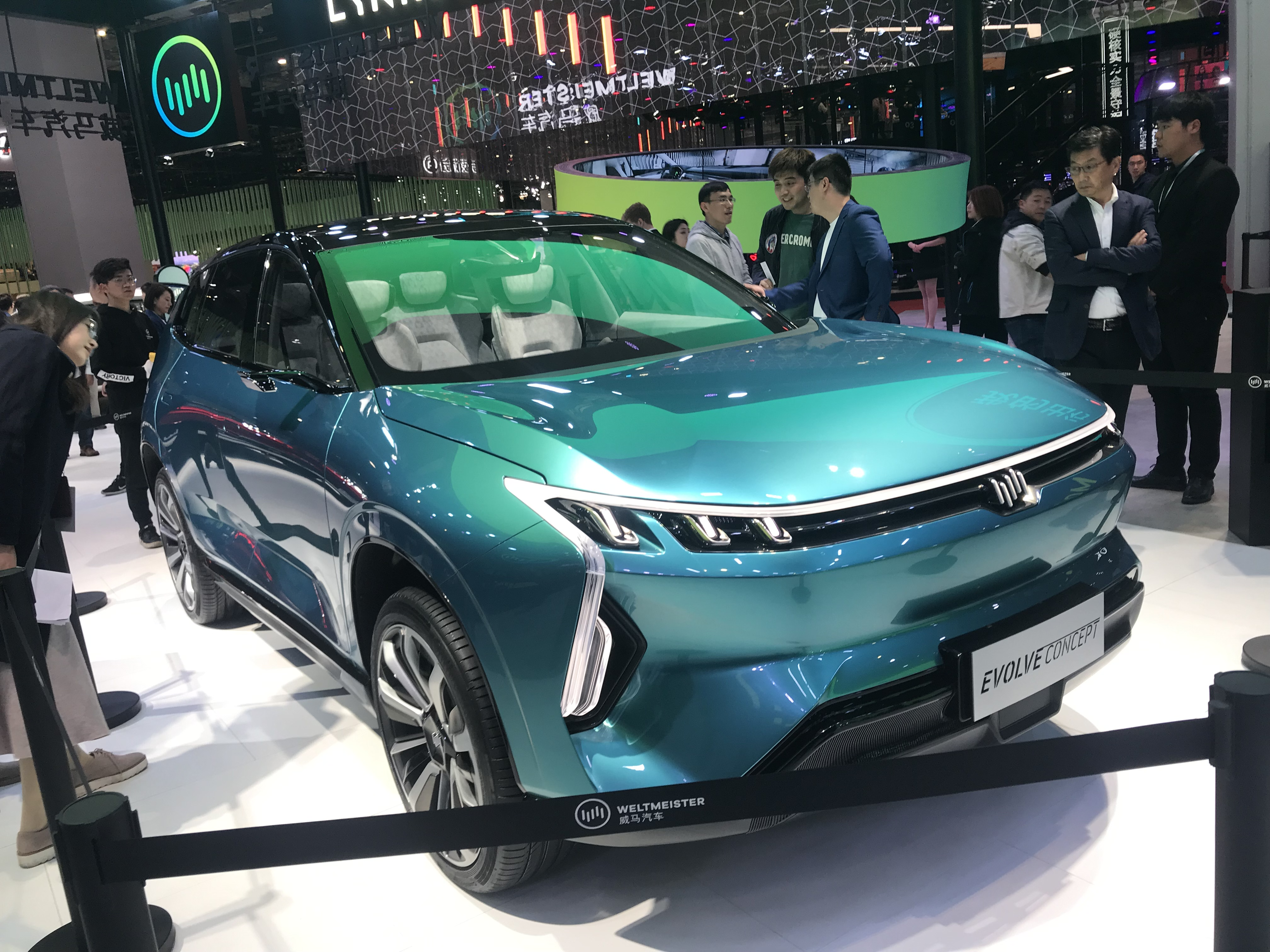
Weltmeister Evolve Concept
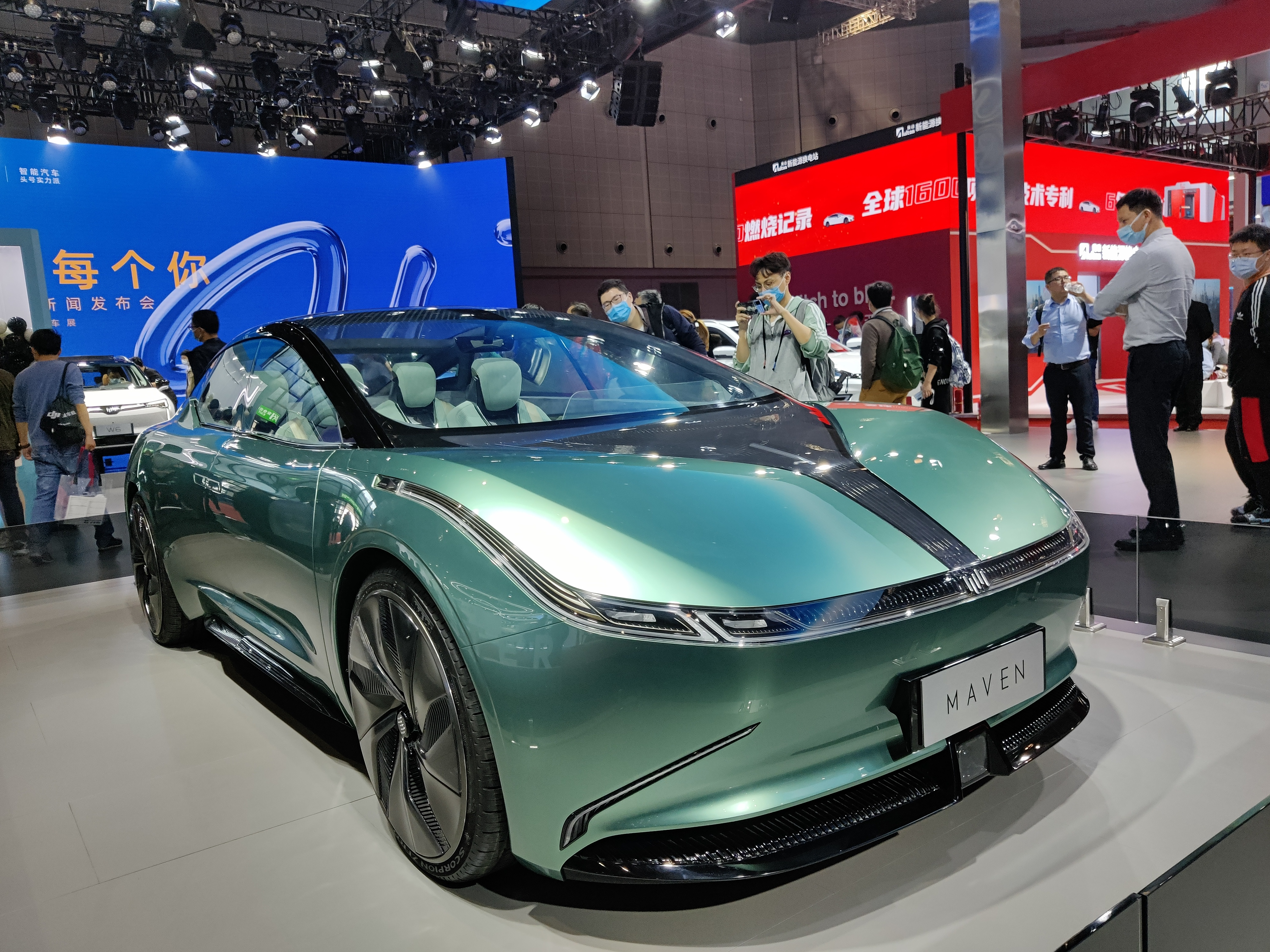
Weltmeister Maven Concept